# Constant Leurs
Constant Lodewijk Antoon Casimir Leurs (roep- en schrijversvoornaam: Stan) (Turnhout, 17 november 1893 - Antwerpen, 19 maart 1973) was een Vlaams bouwkundige, kunsthistoricus en hoogleraar.

## Jeugd en opleiding
Leurs was de oudste zoon van Louis Pierre Leurs (1857-1934) en Louise Tayemans (1861-1930). Hij volgde eerst middelbaar onderwijs in Turnhout. Nadat zijn vader als ambtenaar bij de registratie en hypotheekinspecteur in Mechelen was benoemd, doorliep Leurs het vierde middelbaar aan het Sint-Romboutscollege in die stad. De twee laatste humaniorajaren maakte hij af aan het Sint-Jan Berchmanscollege in Antwerpen.
Hij volgde de opleiding burgerlijk ingenieur-architect aan de Katholieke Universiteit Leuven, waar hij student was bij onder meer kanunnik Raymond Lemaire en René Maere. In 1913 publiceerde hij op twintigjarige leeftijd zijn eerste artikel over de oude kerken van het Waasland.
De oorlog onderbrak zijn studies en met het gezin vluchtte hij naar Nederland. Hij gaf er les aan het gymnasium van 's-Hertogenbosch en aan het Collège Catholique belge voor kinderen van vluchtelingen. Tegelijk bestudeerde hij de Brabantse kerken. Zijn bevinden publiceerde hij in de tijdschriften Oud-Holland (1917-1920) en Het Gildenboek (1921-1923).
Na de oorlog voltooide hij zijn studies in Leuven en behaalde het diploma van burgerlijk bouwkundig ingenieur op 21 oktober 1919. Eerder in dat jaar stond hij Fernand Collin bij met de oprichting van studentenclub Moeder Sinjoria waarvan Leurs ook het clublied schreef. Op 15 februari 1922 promoveerde hij aan dezelfde universiteit in de archeologie en de kunstgeschiedenis met het doctoraal proefschrift Les origines du style gothique en Brabant.
Leurs trouwde op 22 november 1934 met de musicienne Cary van der Veken, samen kregen ze twee kinderen.

## Loopbaan
In het begin van de 20e eeuw richtte de Rijksuniversiteit Gent een nieuwe afdeling op binnen de Faculteit Wijsbegeerte en Letteren, met name het Hoger Instituut voor Kunstgeschiedenis en Oudheidkunde bij Koninklijk Besluit op 31 augustus 1920. In 1923 ging op basis van de 'wet Nolf' de universiteit op zoek naar Nederlandstalige docenten. Leurs werd op 7 oktober 1925 bij Koninklijk Besluit benoemd tot docent aan de Rijksuniversiteit Gent. Hij doceerde er de cursus 'Bouwkunst der Middeleeuwen en Renaissance' en vanaf 1927 de cursus 'Bouwkunst in de Oudheid en Middeleeuwen'. Ook nam hij tijdelijk de cursus 'Geschiedenis der algemene Bouwkunst' van Henry Van de Velde over, die wegens zijn drukke activiteiten zijn lesopdracht niet meer kon opnemen.
In december 1936 werd Leurs gepromoveerd tot hoogleraar en kreeg hij het volledige vakkenpakket van Henry van de Velde, die datzelfde jaar emeritus werd. Voor deze benoeming werd onder meer Huib Hoste afgewezen, wat wrevel veroorzaakte onder de professoren.
Leurs’ academische activiteiten vonden niet enkel plaats binnen de muren van de universiteit. Zo stond hij als professor bekend om zijn studiereizen die de studenten in contact brachten met het lesmateriaal: de bouwwerken besproken tijdens de colleges. In tegenstelling tot de meer traditionele aanpak schonk Leurs in zijn colleges aandacht aan zowel de meesterwerken als de lokale en minder bekende bouwwerken.
Zijn reputatie groeide en in 1933 werd hij werkend lid van de Koninklijke Commissie voor Monumenten en Landschappen en in 1938 van de Koninklijke Vlaamse Academie van België voor Wetenschappen en Kunsten.

## Leurs als architect
Een belangrijke inspiratiebron uit Leurs' kindertijd was zijn eigen oom August Leurs (1853-1916), die ook architect en politicus was in de stad Geel. Diens progressieve ideeën beïnvloedden Stan Leurs' latere aanhang bij de socialisten en de eerste christendemocraten.  Als bouwaannemer was August Leurs een felle voorstander van een relatief sobere stijl en van experimenten met verschillende bouwmaterialen. Zo was August Leurs een felle liefhebber van art-nouveaustijlen. Dit komt later terug in de stijl van Stan Leurs.
Vanaf 1923 startte de architectuurpraktijk Leurs-Ritzen in Turnhout.  De eerste opdracht was de bouw van een rij arbeiderswoningen (Prinsenstraat in Turnhout, 1923) wat een vroeg voorbeeld van functionalisme in België was. Verder behoren onder de nieuwbouwprojecten de volgende gebouwen: de Vrije Basisschool (meisjesschool met bijhorend kapel en klooster, 1926-27) in Dessel, de Gemeentelijke Basisschool Witgoor en het jeugdhuis 'De Scharnier' met aanpalend klooster (1932), de Heilige Familiekerk (1933) en een tweewoonst (1935) in Witgoor-Dessel. Zijn meest spraakmakende project was de Sint-Antoniuskerk in de wijk La Togue in Seraing (1930).  Door het gebruik van gewapend beton, de overkoepeling zonder de gebruikelijke boogstructuur en de aangepaste vorm die volgens de bewoners niet meer strookte met de typologie 'kerk', ontstond commotie bij vooral de kerkelijke instanties. Een ander project van Leurs dat als voorbeeld kan dienen voor de vernieuwde kerkenbouw van de jaren dertig is de Annuntiatie-kapel van Heverlee (1930-31). Leurs' stijl en methode werd door Nuyens als volgt beschreven:
Hij werkte niet naar een bepaald stramien, zoals sommige tijdgenoten met hun neogotiek of neoromaans. De traditie als zou een kerk aan normen en stijlen van jaren, soms eeuwenlang gangbare patronen moeten beantwoorden, doorbrak hij. Hij ging uit van een idee dat hij zich door zijn grondige kunsthistorische studies had eigen gemaakt, dat gebouwen als kerken moeten geconcipieerd van binnenuit en dat het geloofsleven van allen, die betrokken waren bij deze bouw, een scheppingskracht was. Ze dienden te worden gerealiseerd in de vorm die voor de moderne mens in tijdsgeest en leefmilieu volkomen aanvaardbaar was.
Stan Leurs werkte naast architect van nieuwbouwprojecten ook als restaurateur voor onder meer de Sint-Jan-Baptistkerk van Wortel (1935), het Drossaerdshuis van Meerhout (1934-1936), de laatgotische toren van de Sint-Gertrudiskerk van Vorst-Kempen en het belfort van Lier (beide in 1938) en het begijnhof van Hasselt (1938). Leurs koos er echter voor om zich volledig te richten op wetenschappelijk onderzoek en onderwijsverplichtingen aan de Rijksuniversiteit Gent waardoor hij op 3 februari 1940 officieel zijn ambt als architect opgaf.

## Monumentenzorg
Naast zijn academische carrière zette Leurs zich in voor de monumentenzorg en voor de wederopbouw, zowel voor en tijdens als na de Tweede Wereldoorlog.
Hij had tijdens de oorlog de taak om kunstschatten in veiligheid te brengen, zoals het kunstpatrimonium van de Onze-Lieve-Vrouwekathedraal van Antwerpen.
Hij stichtte samen met Huib Hoste in 1938 de Vlaamse Architectenvereniging.

## Toeristenbond
Al in 1914 lanceerde Leurs het idee van een Toeristenbond. Op 19 juni 1921 belegde hij een bijeenkomst met een paar vrienden, waarop de krachtlijnen voor zo'n bond werden neergeschreven. Het jaar daarop werd de Vlaamse Toeristenbond (VTB) gesticht. Leurs was er algemeen secretaris (1926), voorzitter (1928) en erevoorzitter (1948) van.

## Tijdens de Tweede Wereldoorlog
Leurs bleef tijdens de bezetting niet alleen doceren aan de Gentse universiteit, hij werd ook bij een aantal activiteiten betrokken. Het commissariaat-generaal voor de wederopbouw, onder de leiding van Raphaël Verwilghen, vertrouwde hem de afdeling monumentenzorg toe. Heel wat belangrijke monumenten en landschappen werden toen wettelijk beschermd. Na de oorlog werden die beschermingen niet vernietigd maar werden ze bij Regentsbesluit bekrachtigd.
Hij werd voorzitter ad interim van de Hoge Raad voor Toerisme en hij was actief bij de Federatie van Vlaamsche Kunstenaars.
Anderzijds werkte hij samen met de extreem Duitsgezinde DeVlag en trad op als gids tijdens Duits-Vlaamse Kultuurdagen die door deze groepering in 1941 werden georganiseerd. Dit bracht hem in het vaarwater van de culturele collaboratie. Het was onvermijdelijk dat dit na de bevrijding gevolgen zou hebben. Zoals andere Gentse professoren, werd hij op 7 oktober 1944 geschorst als hoogleraar en alle andere lidmaatschappen en benoemingen vervielen.

## Na de oorlog
Leurs werd nochtans nooit veroordeeld en weldra buiten vervolging gesteld. Nadat hij in 1946 getroffen werd door een beroerte en de rechterhelft van zijn lichaam verlamd werd, was er van les geven geen sprake meer, ook al werd hij in 1947 in zijn hoogleraarschap hersteld. Hij werd ook opnieuw toegelaten tot de Koninklijke Academie. In 1950 werd hem het vervroegd rustpensioen toegekend en werd hij emeritus van de Gentse universiteit.
Hij bleef actief en publiceerde verder, maar vermeed voortaan het publieke leven en richtte zich tot één jaar voor zijn dood op onderzoek
Op 19 maart 1973 stierf Stan Leurs in het Sint-Elizabethziekenhuis van Antwerpen. Hij werd op 22 maart begraven op het Schoonselhof in Wilrijk. Op 27 mei 1973, organiseerde de VTB in dezelfde kerk een herdenkingsmis ter ere van zijn stichter.

## Publicaties
Leurs publiceerde talrijke artikels in historische of toeristische tijdschriften. Onder vorm van boeken of uitgebreide artikels zijn te vermelden:
- Les origines du style gothique en Brabant, Brussel, Vromant, 1922.
- Nut en mogelijkheid van opgravingen in Vlaanderen betreffende voor-Romaansche en Romaansche bouwwerken (Brussel: Koninklijke Vlaamsche Academie voor Wetenschappen, Letteren en Schoone Kunsten van België), 1939.
- Monumenten van Vlaamsche bouwkunst, Brugge, Wiek op, 1942.
- (met Cornelis Franciscus Xavier Smits) Oud-Nederlandsche bouwkunst, Kempische torens 1918.
- Grandeur et vicissitudes de l’architecture en briques en Belgique, Bâtir jg. 3, nr. 21 (augustus 15, 1934), 809-811.
- Monografieën van kathedralen, abdijen en kerken van o.a. Doornik, Halle, Gent (St.-Baafs en St.-Niklaas), Stavelot, Zoutleeuw en de barokkerken van Antwerpen die verschenen in de serie Ars Belgica.
- In de serie Steden en Landschappen schreef hij onder andere het deel over de Kempen en de kust.